# Star Wars - The Old Republic: Inganno
Star Wars - The Old Republic: Inganno (The Old Republic: Deceived) è un romanzo del 2011 scritto da Paul S. Kemp e facente parte dell'Universo espanso di Guerre stellari È stato pubblicato in originale dalla Del Rey Books, il 22 marzo 2011 e tradotto in italiano nel 2012 da Multiplayer.it Edizioni. Il libro è il secondo della serie The Old Republic, ispirata al videogioco MMORPG Star Wars: The Old Republic, e ambientata nel Periodo della Vecchia Repubblica, 3621 anni prima degli eventi del film La minaccia fantasma.